# 加藤征治
加藤 征治（かとう せいじ、1942年 - ）は、日本の医学・生理学者、大分大学名誉教授。

## 略歴
山口大学文理学部理学科卒業。1978年医学博士。同大医学部解剖学講座助手・講師、大分医科大学医学部助教授を経て、1995年教授に就任。2003年大分大学教授、05年副学長を務め、定年退官して名誉教授。藤華医療技術専門学校名誉校長。専門は解剖学、リンパ学、人間生物学。「リンパ免疫系の組織学の研究」に従事。日本解剖学会永年会員、日本リンパ学会名誉会員。

## 著書
- 『解剖・組織学』 (臨床検査技術新書) 金芳堂 1974
- 『看護基礎医学 1 重点解剖学』金芳堂 1983
- 『解剖学の要点』金芳堂 1989
- 『おもしろ解剖学読本』金芳堂 1991
- 『図解雑学からだの不思議』ナツメ社 2001
- 『健康と病気にまつわる体の仕組み』金芳堂 2006
- 『休み時間の解剖生理学』 (休み時間シリーズ) 講談社 2010
- 『からだの動きの解剖生理学』金芳堂 2011
- 『リンパの科学 第二の体液循環系のふしぎ』 (ブルーバックス) 講談社 2013
- 『あなたのリンパはなぜ流れないのか?』PHP研究所 2016

### 共編著
- 『おもしろ解剖学読本 改訂2版』三浦真弘共著 金芳堂 1993
- 『リンパ管 形態・機能・発生』大谷修,内野滋雄共編. 西村書店 1997
- 『新しいリンパ学 微小循環・免疫・腫瘍とリンパ系』須網博夫共著. 金芳堂 2015